# 永遠の夫
『永遠の夫』（えいえんのおっと、ロシア語: Вечный  муж）は、フョードル・ドストエフスキーの中編小説で、1870年『あかつき』（『朝やけ』）誌の1月号・2月号に発表された。ドストエフスキーは、1868年には「ロシア報知」誌1月号から12月号に『白痴』を連載し、さらに1871年には同じく「ロシア報知」誌の1月号から『悪霊』の連載を始めている。従って本作品は、この二大長編の間に書かれていることになる。当時ドストエフスキーは、ドイツのドレスデンに居て、次女の出産もあり家庭の財政状況は極度に逼迫していた。故に本作品を短期間で書き上げ、当座の生活資金を賄おうとしたようだ。急場しのぎで仕上げたとはいえ、作品の質はかなり高い。

## 概要
この作品は、ドストエフスキーがアンナ・スニートキナとの再婚後、表向きは病気療養、実際は借金取りや親族のしがらみから逃れるためにロシアを離れイタリア、ドイツなどのヨーロッパの都市を転々としていた時期に書かれたものである。この時期ドストエフスキーは『白痴』、『悪霊』という二つの有名な長編を書き上げている。しかし、新婚のドストエフスキー家の家計は火の車であった。ドストエフスキーは、再婚後も賭博熱が治まらず、おまけに長女（誕生後3カ月で死亡）に続いて次女の出産などもあって出費が嵩み、たびたび質屋に駆け込んだり、出版社に原稿料を前借りして執筆依頼を引き受けたりしている。この作品も当座の窮状をしのぐためにわずか3か月（当初は1カ月の予定）で書き上げたものである。
この作品のタイトルである「永遠の夫」はロシア語の原題Вечный  муж の日本語訳であるが、日本語の「永遠」は通常肯定的な意味で使われるので、「永遠の夫」といえば「理想的な夫」という様な意味にとられかねない。しかし、この作品での「永遠の夫」トルソツキーは、むしろそうした肯定的なイメージとはほど遠い。作品の中の表現を用いれば「ただただ夫であることに終始し、それ以上の何ものでもなく・・（中略）・・自分の細君のお供えもの」であり、「太陽が輝かずにはいられないように、妻に不貞をされずにはすまない。それでいて当人はこのことをまったく知らない」（同前）という様な滑稽極まりないといってもいい存在だ。確かに妻にとっては「都合のいい夫」であり、ある意味「理想的な夫」であるのかもしれないが、日本語の「永遠の夫」というイメージにそぐわないのも確かだ。千種堅は「訳者解説」で、「永遠」を意味するВечныйは「万年雪」や「万年筆」などにも使われるし、またмужは「亭主」とも訳されるので「万年亭主」くらいが適当なのかもしれない、と見解を述べている。
ただし主人公トルソツキーは、けっしてぼんくらで善良という男ではない。妻の尻にはしかれるが、しかれ放しでただ黙っているわけではない。寝取った男への恨みとそれなりの意地は持っているのである。トルソツキーの妻が産んだ娘リーザはヴェリチャーニノフとの間にできた子であったが、トルソツキーはそれを知っても妻が亡くなるまでは彼女を自分の娘の様に愛していた。しかし、妻が亡くなるとともに娘への虐待とその父親ヴェリチャーニノフに対する復讐劇が始まるのである。結局、トルソツキーのナイフはヴェリチャーニノフの左手に傷を負わせるだけで終わるであるが、ここでは中途半端にしか目的を達せられず、いざというときに腰砕けで終わる滑稽で小心な男の哀感と悲喜劇が描かれている。
ところで、この作品のタイトルは『永遠の夫』であるが、その「永遠の夫」トルソツキーは主役と言うよりはむしろ脇役といってもよく、作品の中ではどちらかと言えばヴェリチャーニノフを中心に話が進んでいく。訳者千種堅は「ドストエフスキーは自分の分身たるヴェリチャーニノフを登場させることによって、この作品に自伝的色彩を添えたかったのではないか」と新潮文庫版『永遠の夫』「解説」で述べている。また、小沼文彦も、筑摩書房版「全集」の訳者あとがきで「『永遠の夫』に『賭博者』と同じように自伝的要素が含まれていることも見のがせない事実」であると述べている。その裏付けとして挙げられるのが、二番目の妻アンナの次のような言葉である。すなわち「この作品は自伝的意味を持っている。（中略）ヴェリチャーニノフにもフョードル・ミハイロヴィッチ自身の性格がみとめられるが、たとえば、別荘生活にやって来て彼が思いつくいろいろな遊びの描写などがそうだ」
このようにヴェリチャーニノフに作者ドストエフスキーの姿を重ねる見方もあるが、他方で、トルソツキーにこそ作者ドストエフスキーの姿が投影されているという見方もある。たとえば中村健之介はその著『永遠のドストエフスキー』において、妻の死後ほどなく娘のような年齢の15歳の少女に求婚した「トルソツキーの“少女好み”」は「“死せる生”に陥った男の“生ける生”への復帰願望なのである」と述べ、まさにドストエフスキー自身が経験したアンナやスースロワという年下の女性への恋愛劇にも「明らかにドストエフスキーの、これと同じ願望がみてとれる」と述べている。
さらに言えば、「寝取られ亭主」トルソツキーの姿こそ最初の妻マリアの夫ドストエフスキーそのものであると述べたのは、ドストエフスキーの実の娘リュボーフィЛюбовь（1869年-1926年）である。リュボーフィは作家として、1920年にエーメ・ドストエフスキーの名でフランス語で伝記を著している。その中で彼女は最初の妻マリアにはドストエフスキーの他に情夫がいて、「結婚式の前日、マーリヤ・ドミートリイェヴナはグズネッッツに着いてからみつけて、永い間ひそかに愛していた情夫、いやらしい、つまらぬ教師のところで夜を過ごしたのだった」と述べている。しかも、マリアとこの情夫との関係はドストエフスキーとの結婚後も続いていたのだが、ドストエフスキーは「マーリヤ・ドミートリイェヴナを専心彼のために盡くしてくれる貞節な女だと考えてゐた」ので「奴が自分の戀敵かも知れないなどと言ふ考えは彼の頭を掠めさへしなかった」（同前）と。しかしその後マリアの肺病が悪化し、その情夫にも逃げられ、見捨てられた彼女は「夫に當たり散らした揚句、彼女はなにもかも白状して、若い教師に対する愛をとことん細大洩らさず喋ったのである」（同前）と述べている。そのうえで彼女は「彼はその後になって書いた小説『永遠の夫』のなかへ欺かれた夫としての憤りをすつかりたたき込んだ」（同前）と書いているのである。
このエーメ（彼女は1913年に病気療養のためにヨーロッパに渡り、そのまま二度と祖国に戻らなかった。また名前をロシア語の「愛」意味するリュボーフィЛюбовьからフランス風のエーメAiméeに変えている）の『ドストエフスキー傳』については事実誤認も多く、上記の点についても裏付けとなる資料は明らかにされていない。ドストエフスキーの最初の結婚生活の詳細を知る手がかりとなったであろうマリア宛てのドストエフスキーの手紙は結婚前のわずか一通（1855年6月4日付手紙）しか残されていないため、夫婦の間にどのような確執があったのかを探ることは難しい。いずれにしてもドストエフスキーは先妻マリアをめぐって当時ニコライ・ヴェルグーノフという二十四歳の教師と奇妙な三角関係に陥った末に、どうにか結婚にこぎつけたことは事実（この時期のドストエフスキーの様子は、親友のアレクサンドル・イェゴーロヴィッチ・ヴランゲリに宛てた1856年3月～1857年7月までの数通の手紙で詳細に知ることができる）であり、またその結婚生活は必ずしも幸福とはいえず、むしろ「不幸になればなるほどますます強くふたりは互いに愛着を感じるようになった」というねじれたものであった。ドストエフスキーに隠れて結婚後も若い教師とマリアの密通が続いていたのかどうかは定かではないが、ただ娘のエーメが父親の先妻マリア（エーメが産まれた時にはすでに亡くなっていたが）をこのような女性と考えていたことは確かである。この最初の不幸な結婚生活がドストエフスキーの内面にも少なからぬ影響を与え、その後のドストエフスキーの多く作品にも影を落としている。
なお、この作品が発表されてから四年後のことであるが、妻アンナに宛てた手紙の末尾でドストエフスキーが「おまえの永遠の夫」（1874年6月16日付）と署名しているのを読んだアンナは、「あなたが書いた『おまえの永遠の夫』ということばはとってもいやです。どうしてあなたが『永遠の夫』なんですか。あなたは私のなつかしい夫で、未来永劫の夫ですが、『永遠の夫』なんかじゃありません！」（）と書き送っている。このドストエフスキーの手紙は、家族からひとり離れて温泉療養に来ていたドイツのエムスという街から出されたもので、彼はその中で妻アンナへの狂おしいばかりの愛情を率直に綴っている。そこから「おまえの永遠の夫」という表現が素直に出てきたのだと思われるが、もちろんアンナは「永遠の夫」がドストエフスキーの作品の主人公トルソツキーを意味し、それが女房の尻にしかれる「万年寝取られ亭主」であるということを十分承知していたので、自分は亭主を尻にしくような女ではないし、不貞をはたらくような女でもない、と伝えたかったのであろう。

## あらすじ
ヴェリチャーニノフは39歳のれっきとした上流社会の男で、外見的には若々しく見えたが精神的にはかなりの衰弱が始まっていた。若かかりし頃の様々な挫折や恥辱が突然よみがえり彼の精神を圧迫することも多かった。なかでも、9年前にある街で人妻に子供を産ませ、そのまま別れてしまったことは彼の中で心の痛みとなっていた。そんな時期に彼は突然、その夫であったトルソーツキイの来訪を受け、彼の妻ナターリヤ・ヴァシリーエヴナが3か月程前に亡くなったことを知らされる。トルソーツキイはひとかどの役人で猟官運動のためペテルブルグにきていたのだが、後日ヴェリチャーニノフが彼の宿泊先を尋ねると、9歳になるという娘リーザを紹介される。どうやらその娘は父親から虐待を受けているようだった。ヴェリチャーニノフはトルソーツキイの言動からその娘が自分と彼の妻と間にできた子供に間違いないことを確信する。
トルソーツキイという男はヴェリチャーニノフからみれば、ただただ夫であるということに終始し、妻の飾り物以上にはなろうとしないいわゆる「永遠の夫」であったが、この9年の間に確かに何かが変わっていた。ヴェリチャーニノフは、このまま娘を彼のもとに置いておいては危険なので職場探しの間だけでもと半ば強引にリーザを自分の知り合いのところに引き取った。しかし、引き取ってしばらくしてリーザは病に倒れる。ヴェリチャーニノフはトルソーツキイを探し出し、娘が危篤だと伝えるが、結局トルソーツキイは娘の前に現れず、娘はそのまま亡くなってしまう。
リーザの葬式が済み、1か月も経たない頃、ヴェリチャーニノフはリーザの墓の近くで偶然トルソーツキイと会う。彼はまもなく結婚するという。彼の結婚相手というのは15歳の娘で、どうやら親は結婚を承諾したようだが、娘の方はまったくその気はないようだった。しかもボーイフレンドもいるらしい。トルソーツキイに懇願されて結婚相手の実家をヴェリチャーニノフも一緒に訪ねることになるのだが、それはかえって逆効果で、結局トルソーツキイは程なくしてあなたにはすぐにでも私とここから帰ってもらわなくてはと言い出す始末だった。その後、娘のボーイフレンドが、ヴェリチャーニノフの家にいたトルソーツキイを訪ねて来て、二人は愛し合っているのだから年寄りが変な邪魔をしないでほしい、とトルソーツキイに迫る。もちろんトルソーツキイは、拒絶したが、ボーイフレンドは、結局あなたが最後はあきらめざるをえない事になりますよ、と言って帰っていった。トルソーツキイは明日にでも実家に言ってあんな小僧っ子のいうことなんか叩きつぶしてやる、といきまいた。その夜、トルソーツキイはヴェリチャーニノフの家に泊まっていったが、夜中に突然ヴェリチャーニノフはナイフの様なもので切りつけられた。かろうじて相手を組み抑えたが、左手に傷を負った。ヴェリチャーニノフはどうにかトルソーツキイを鍵のかかった部屋に閉じこめたが、自分は彼に殺されかけた、しかし彼はその直前まで自分を殺そうとは思ってもいなかったに違いない、と確信した。翌朝、トルソーツキイをそのまま帰した。ヴェリチャーニノフはなにかが吹っ切れたようだった。しかし、やがて彼はトルソーツキイが首をつるのではないかと心配になり、トルソーツキイのところへ向かおうと通りに出たが、そこであのボーイフレンドと出くわした。その青年が言うには、トルソーツキイはもう汽車に乗って街を出たと言う。青年はトルソーツキイと酒を飲み、さんざん彼からあなたのこと聞かされ、あなたへの手紙を預かってきたと言って手紙を差し出した。その手紙は、彼の妻が書いた手紙だった。ヴェリチャーニノフの所に届いた手紙とは別のもので、別れの手紙だったが、その中で彼女はいつか子供を引き渡す機会を見つけようと書いていた。結局、この手紙は出されず別の手紙をよこしたのだった。
それから丸2年が過ぎ、ヴェリチャーニノフは自分がかかえていた訴訟にも勝ち、大金を手に入れた。そして人が変わったように精神的にもすっかり立ち直り、元気になった。その日は友人に会うために汽車に乗ってオデッサに向かうところだったが、途中の駅で彼は再びトルソーツキイの姿を目にすることになる。ヴェリチャーニノフは、汽車の待ち時間にたまたまホームで起こったトラブルに介入し、婦人とその親戚とみられる連れの若い将校を助けたのだが、その婦人がトルソーツキイの妻だったのである。トルソーツキイがちょうど用を足しにいっている間に起こったトラブルだったため、彼が戻って来ると婦人はトルソーツキイにくってかかった。弁解するトルソーツキイ、他方婦人から丁重に礼を言われ自邸への招待を受けるヴェリチャーニノフ。ヴェリチャーニノフは婦人の招待を喜んで受け入れると返事をしたが、もちろんそれは社交辞令だった。しかしトルソーツキイは真に受けて、まさか本当に家に来るのですか、とヴェリチャーニノフに青くなって問いただす。ヴェリチャーニノフは、意地悪く、あなたが私を殺そうとなさった話でもしに行きましょうかと言ったが、もちろんそれは冗談だった。ヴェリチャーニノフは、伺いませんよと言って手のひらに傷のある左手をトルソーツキイに差し出しながら、握手を求め、手を引っ込めようとしたトルソーツキイに向かって、私が手を差し出しているんですから、あなただって手を握ったらいいじゃないですか、と叫んだ。トルソーツキイは、リーザのことは？と口の中でもぐもぐ言いい、唇をふるわせ、涙をみせた。そして動き始めた汽車になんとか飛び乗りトルソーツキイは去っていった。

## 登場人物
パーヴェル・パーヴァロヴィッチ・トルソツキー
主人公、44歳、T市の役人。
ヴェリチャーニノフ
39歳、中年の貴族。9年前にトルソツキーの妻に子供を産ませてしまうがすぐ別れる。
ナターリア・ヴァシーリエヴナ・トルソツカヤ
トルソツキーの妻、奔放な女性。ヴェリチャーニノフとの間にできた子供リーザを夫に偽り娘として育てる。
リーザ
ナターリア・ヴァシーリエヴナとヴェリチャーニノフの間にできた娘、9歳。
クラウジヤ・ペトローヴナ・ポゴレーリツェヴァ
ヴェリチャーニノフの初恋の相手。今は8人の子持ちで、今も親友としてつきあっている。
スチェパン・ミハイロビッチ・パガートフ
ヴェリチャーニノフのあとナターリア・ヴァシーリエヴナ・トルソツカヤとの愛人関係を5年間も続けた。
マリア・スイソーエヴナ
トルソツキーが宿泊していた宿の女主人。リーザの虐待を心配していた。
フェドセイ・ペトローヴィッチ・ザフレビーニン
五等官、8人の娘がいる。相当な家柄だが、窮乏している。
ナジェージダ・フェドセーエヴナ
フェドセイ・ペトローヴィッチ・ザフレビーニンの6番目の娘。トルソツキーが結婚を申し込んだ相手。
マリア・ニキーチシナ
23歳、ザフレビーニン家に出入りしている近所の子供達の家庭教師。ナジェージダ・フェドセーエヴナが慕っている。
アレクサンドル・ロボフ
19歳の青年。ナジェージダ・フェドセーエヴナのボーイフレンド。
オリンピアーダ・セミョーノヴナ・トルソツカヤ
トルソツキーの再婚相手。

## 主な日本語訳
- 『永遠の夫』 千種堅訳、新潮文庫、改版2006年
  - 『ドストエーフスキイ全集8 永遠の夫』 新潮社 - 別版
- 『ドストエフスキー全集5 永遠の夫』 小沼文彦訳、筑摩書房
- 『ドストエーフスキイ全集10 永遠の夫』 米川正夫訳、河出書房新社。Kindle版で再刊
- 『永遠の夫』 神西清訳、岩波文庫。電子書籍（青空文庫、千歳出版）で再刊